# بیلی هرینگتن
بیلی هرینگتن (انگلیسی: Billy Herrington؛ زاده ۱۴ ژوئیهٔ ۱۹۶۹ - درگذشته ۳ مارس ۲۰۱۸) یک بازیگر پورنوگرافی اروپایی-آمریکایی بود.